# Forchhammeria trifoliata
Forchhammeria trifoliata är en tvåhjärtbladig växtart. Forchhammeria trifoliata ingår i släktet Forchhammeria och familjen Stixaceae.

## Underarter
Arten delas in i följande underarter:
- F. t. grandifolia
- F. t. trifoliata